# Stadion an der Holzstraße
Stadion an der Holzstraße – stadion piłkarski w Lustenau, w Austrii. Obiekt może pomieścić 2000 widzów. Swoje spotkania rozgrywają na nim piłkarze klubu FC Lustenau 07.